# ينغلاك شيناواترا
ينغلاك شيناواترا (بالتايلندية: ยิ่งลักษณ์ ชินวัตร)‏؛ (مواليد 21 يونيو 1967) رئيسة وزراء تايلاند. هي أول امرأة تفوز برئاسة مجلس الورزاء التايلاندي. تم انتخاب ينغلاك كرئيسة وزراء تايلاند في 5 أغسطس 2011 بعد أن فازت بـ296 صوتا داعما في مجلس النواب لنيلها منصب رئاسة الحكومة. وقد صوت 3 نواب ضدها في حين امتنع 197 نائبا عن التصويت. في السابع من مايو 2014 قررت المحكمة الدستورية التايلندية إقالة شيناوترا من منصبها بتهمة سوء استخدام السلطة، في حين دافعت الأخيرة عن نفسها بالقول:
| ينغلاك شيناواترا | إنني لم أفعل شيئاً مخالفاً للقانون.. لقد قمت بواجبي في الإدارة بهدف خدمة البلاد | ينغلاك شيناواترا |

## روابط خارجية
- ينغلاك شيناواترا على موقع الموسوعة البريطانية (الإنجليزية)
- ينغلاك شيناواترا على موقع مونزينجر (الألمانية)